# Paul Keenan
Paul Francis Keenan, lepiej znany jako Paul Keenan (ur. 10 grudnia 1955 w Bostonie, w stanie Massachusetts, zm. 11 grudnia 1986 r. w Canton, w stanie Massachusetts) – amerykański aktor telewizyjny.

## Życiorys

### Wczesne lata
Urodził się w Bostonie jako syn Paula i Clare Keenanów, którzy byli również rodzicami czterech córek. Troje pozostałych dzieci małżonków zmarło w młodym wieku. Uczęszczał do szkół w okolicach Bostonu, w końcu ukończył średnią szkołę katolicką Xaverian High. Od wczesnych lat interesował się aktorstwem, przez cztery lata uczęszczał do University of Massachusetts. Po uzyskaniu dyplomu, powiedział rodzicom, że wyjeżdża do Hollywood szukać sławy i fortuny.

### Kariera
Po przyjeździe do Kalifornii, został przyjęty do pracowni aktorskiej. Wkrótce, w 1980 przejął rolę Todda Chandlera, młodszego brata Liz Chandler (w tej roli Gloria Loring) w popularnej operze mydlanej NBC Dni naszego życia (Days of Our Lives), zanim w 1981 jego bohater zginął w wypadku samochodowym. W komedii sensacyjnej Johna Schlesingera Słodko-gorzka autostrada (Honky Tonk Freeway, 1981) z udziałem Teri Garr, Beau Bridgesa i Beverly D’Angelo wystąpił w niewielkiej roli faceta w jeepie. W teledramacie CBS Tajemnice matki i córki (Secrets of a Mother and Daughter, 1983) obok Katharine Ross, Lindy Hamilton i Michaela Nouri pojawił się jako Nicky.
Zagrał postać stabilnego pana młodego Troya Driscolla w dwunastu odcinkach drugiego sezonu opery mydlanej ABC Dynastia (Dynasty, 1982-84). Następnie, w 1984 roku znalazł się w obsadzie dramatu telewizyjnego CBS Lato Fantasy (Summer Fantasy) u boku Michaela Grossa, Richarda Edena i Brenta Huffa.

### Życie prywatne
W 1984 r. ujawnił publicznie, że jest gejem. Opuścił Hollywood na początku 1985 r. Był hospitalizowany w St. Clare's Hospital i Health Center w Nowym Jorku, w maju 1986 r. u Keenana zdiagnozowano AIDS, co podano do informacji publicznej na początku lipca 1986 r.
Zmarł 11 grudnia 1986 r. w Canton, w stanie Massachusetts, zaledwie jeden dzień po swoich urodzinach, w wieku 31 lat. Jego prochy zostały rozrzucone nad jeziorem w Vermont.